# Imantodes lentiferus
Imantodes lentiferus är en ormart som beskrevs av Cope 1894. Imantodes lentiferus ingår i släktet Imantodes och familjen snokar. Inga underarter finns listade i Catalogue of Life.
Arten förekommer i norra Sydamerika i och kring Amazonområdet söderut till Bolivia och centrala Brasilien. Honor lägger ägg. Denna orm lever i låglandet och i bergstrakter upp till 1150 meter över havet. Den vistas i fuktiga tropiska skogar och klättrar i träd och buskar. Den har groddjur som föda.
Beståndet påverkas i viss mån av skogsröjningar. Hela populationen antas vara stor. IUCN listar arten som livskraftig (VU).